# AEGON International 2010 - Qualificazioni singolare maschile
Le qualificazioni del singolare maschile dell'AEGON International 2010 sono state un torneo di tennis preliminare per accedere alla fase finale della manifestazione. I vincitori dell'ultimo turno sono entrati di diritto nel tabellone principale. In caso di ritiro di uno o più giocatori aventi diritto a questi sono subentrati i lucky loser, ossia i giocatori che hanno perso nell'ultimo turno ma che avevano una classifica più alta rispetto agli altri partecipanti che avevano comunque perso nel turno finale.
Le qualificazioni del AEGON International  2010 prevedevano 16 partecipanti di cui 4 sono entrati nel tabellone principale.

## Teste di serie
1. Daniel Gimeno Traver (primo turno)
2. Michał Przysiężny (primo turno)
3. Igor' Kunicyn (primo turno)
4. Assente

1. Kei Nishikori (primo turno)
2. Treat Conrad Huey (primo turno)
3. Giovanni Lapentti (primo turno)
4. Assente

## Qualificati
1. Igor' Kunicyn
2. Lewis Burton

1. Nick Cavaday
2. Kei Nishikori

## Tabellone

### Legenda
| - Q = Qualificato - WC = Wild card - LL = Lucky loser | - ALT = Alternate - SE = Special Exempt - PR = Protected Ranking | - w/o = Walkover - r = Ritirato - d = Squalificato |

### Sezione 1
|  | Primo turno   | Primo turno     | Primo turno     | Primo turno | Primo turno |  |  | Ultimo turno | Ultimo turno  | Ultimo turno  | Ultimo turno | Ultimo turno |  |
|  |               |                 |                 |             |             |  |  |              |               |               |              |              |  |
|  | 1             | D Gimeno Traver | D Gimeno Traver | 6           | 6           |  |  |              |               |               |              |              |  |
|  |               | Scott Sears     | Scott Sears     | 3           | 1           |  |  |              | A Slabinsky   | A Slabinsky   | 64           | 4            |  |
|  | Marcus Willis | Marcus Willis   | Marcus Willis   | 6           | 6           |  |  | 3            | Igor' Kunicyn | Igor' Kunicyn | 7            | 6            |  |
|  | George Bastl  | George Bastl    | George Bastl    | 4           | 2           |  |  |              |               |               |              |              |  |

### Sezione 2
|  | Primo turno    | Primo turno    | Primo turno | Primo turno | Primo turno |  |  | Ultimo turno | Ultimo turno | Ultimo turno | Ultimo turno | Ultimo turno |  |
|  |                |                |             |             |             |  |  |              |              |              |              |              |  |
|  | Oliver Golding | Oliver Golding | 6           | 64          | 6           |  |  |              |              |              |              |              |  |
|  | Kaden Hensel   | Kaden Hensel   | 4           | 7           | 2           |  |  | Josh Goodall | Josh Goodall | Josh Goodall | 3            | 4            |  |
|  | 7              | G Lapentti     | 6           | 5           | 6           |  |  | Lewis Burton | Lewis Burton | Lewis Burton | 6            | 6            |  |
|  |                | A Siljeström   | 4           | 7           | 4           |  |  |              |              |              |              |              |  |

### Sezione 3
|  | Primo turno  | Primo turno   | Primo turno   | Primo turno | Primo turno |  |  | Ultimo turno  | Ultimo turno  | Ultimo turno  | Ultimo turno | Ultimo turno |  |
|  |              |               |               |             |             |  |  |               |               |               |              |              |  |
|  | 2            | M Przysiężny  | M Przysiężny  | 6           | 6           |  |  |               |               |               |              |              |  |
|  |              | Sean Thornley | Sean Thornley | 3           | 4           |  |  | George Morgan | George Morgan | George Morgan | 4            | 0            |  |
|  | Brydan Klein | Brydan Klein  | Brydan Klein  | 6           | 6           |  |  | Nick Cavaday  | Nick Cavaday  | Nick Cavaday  | 6            | 6            |  |
|  | Liam Broady  | Liam Broady   | Liam Broady   | 2           | 4           |  |  |               |               |               |              |              |  |

### Sezione 4
|  | Primo turno    | Primo turno       | Primo turno       | Primo turno | Primo turno |  |  | Ultimo turno | Ultimo turno  | Ultimo turno  | Ultimo turno | Ultimo turno |  |
|  |                |                   |                   |             |             |  |  |              |               |               |              |              |  |
|  | Martin Emmrich | Martin Emmrich    | Martin Emmrich    | 6           | 6           |  |  |              |               |               |              |              |  |
|  | Matthew Short  | Matthew Short     | Matthew Short     | 1           | 3           |  |  |              | Haydn Lewis   | Haydn Lewis   | 2            | 4            |  |
|  |                | Treat Conrad Huey | Treat Conrad Huey | 6           | 7           |  |  | 5            | Kei Nishikori | Kei Nishikori | 6            | 6            |  |
|  | 6              | D King-Turner     | D King-Turner     | 4           | 63          |  |  |              |               |               |              |              |  |